# Шейк (танец)
Шейк — танец, популярный в середине 1960-х годов. Характеризуется «напряжённым подёргиванием» конечностей и тряской головы, в основном, без сложных танцевальных движений или шагов.
Чаще всего название танца производят от англ. shake — «трястись», а сам танец называют английским.
Предположительно, развился от ямайского стиля блю-бита (blue beat). К 1965 году он превзошёл по популярности твист. Это сольный танец, в основном  состоящий из дрожания ног, произвольного жестикулирования рук и тряски головы. Танец являлся частью субкультуры модов. Исполнялся под громкую и гипнотическую музыку ритм-энд-блюз, такой стиль был типичным для Чака Берри.
Френсис Руст, в качестве поддержки исследования по влиянию музыки на центральную нервную систему человека приводит описание современника, согласно которому, после прослушивание шейк-музыки он испытывал «ощущение, будто он сильно пьян».